# Phyllonorycter pseuditeina
Phyllonorycter pseuditeina là một loài bướm đêm thuộc họ Gracillariidae. Nó được tìm thấy ở Nepal.
Sải cánh dài 5-5.2 mm.
Ấu trùng ăn an undetermined shrub. Chúng ăn lá nơi chúng làm tổ.